# Jorma Panula
Jorma Juhani Panula (Kauhajoki, 10 agosto 1930) è un compositore, direttore d'orchestra e insegnante di direzione d'orchestra finlandese.
Dopo avere diretto la Orchestra Filarmonica di Turku (1963-1965), la Orchestra filarmonica di Helsinki (1965-1972) e la Aarhus Symphony (1973-1976), ha intrapreso la carriera didattica, insegnando direzione d'orchestra, fra gli altri, a Esa-Pekka Salonen, Matthias Manasi, Mikko Franck, Sakari Oramo, Jukka-Pekka Saraste, Osmo Vänskä, Pietari Inkinen, Ricardo Chiavetta, Petri Sakari e Sasha Mäkilä. Ha insegnato all'Accademia Sibelius (1973-1994), al Royal College of Music di Stoccolma, all'Accademia reale danese di musica di Copenaghen, al festival di Tanglewood e in altri istituti.